# Karczemka Rozłaska
Karczemka Rozłaska – przysiółek wsi Rozłazino w Polsce, położony w województwie pomorskim, w powiecie wejherowskim, w gminie Łęczyce. Jest częścią sołectwa Rozłazino.

## Położenie
Karczemka Rozłaska znajduje się przy trasie linii kolejowej Kartuzy – Lębork (obecnie zawieszonej) w dolinie Węgorzy na wysokości ok. 105 m n.p.m. Najbliżej położonym miastem jest Lębork, osada znajduje się na południowy wschód od tego miasta. Na północny zachód w odległości ok. 2,5 km od osady znajduje się most kolejowy Młyński Wiadukt.

## Historia
Pierwsze wzmianki o Karczemce Rozłaskiej dotyczą znajdującej się w połowie XVIII w. w tym miejscu karczmy należącej do majątku w pobliskim Redystowie. Z czasem w miejscu karczmy pojawiła się niewielka osada. Przed I wojną należała do gminy Roslasin. W tym czasie nazwa pisana jest "Karczemke", "Kartshemke". Po I wojnie osada znalazła się po niemieckiej stronie granicy.
W latach 1936–39 w ramach akcji odkaszubiania i germanizacji nazwa jako za bardzo polska została zmieniona na Vierhof.

Po II wojnie przysiółek jako kolonia podlega pod gminę Rozłazino.

W 1948 roku nazwa osady zostaje zmieniona z Vierhof na Karczemka Rozłaska.

Do 1954 roku Karczemka Rozłaska należała do gminy Rozłaznino i do powiatu lęborskiego. Od 1955 roku do gromady Rozłazino, a od 1973 roku osada Karczemka Rozłaska należy do sołectwa Rozłazino i gminy Łęczyce.